# Colpocaccus apicalis
Colpocaccus apicalis är en skalbaggsart som beskrevs av Sharp 1903. Colpocaccus apicalis ingår i släktet Colpocaccus och familjen jordlöpare. Inga underarter finns listade i Catalogue of Life.